# Uwe Barschel
Uwe Barschel, né le 13 mai 1944 à Glienicke/Nordbahn et mort le 11 octobre 1987 à Genève, est un homme politique allemand, membre de l'Union chrétienne-démocrate d'Allemagne (CDU).
Élu vice-président de la CDU du Schleswig-Holstein en 1969, à seulement 25 ans, il poursuit une carrière politique fulgurante. Il devient président du groupe chrétien-démocrate au Landtag en 1973, ministre régional des Finances en 1978, puis ministre de l'Intérieur en 1979.
En 1982, il prend la succession de Gerhard Stoltenberg comme ministre-président et conduit la CDU à la victoire aux élections de 1983. Pris dans une affaire d'espionnage électoral, il doit démissionner en 1987. Deux semaines plus tard, il est retrouvé mort, officiellement suicidé, à Genève.

## Biographie

### Jeunesse et formation
Né au nord de Berlin, il passe son enfance dans un centre pour réfugiés à Börnsen, une commune près de Hambourg, avec ses frères et sœurs, ses grands-parents et sa mère, son père ayant disparu, probablement tué en 1945 dans les combats autour de Berlin.
En 1964, il passe son Abitur à Geesthacht, puis entreprend d'étudier le droit, les sciences économiques, les sciences politiques et la pédagogie à l'université Christian Albrecht de Kiel. Il obtient son premier diplôme juridique d'État en 1968, décroche un doctorat de droit en 1970 et passe avec succès son second diplôme un an plus tard, recevant un doctorat de philosophie la même année.

### Carrière professionnelle
Il a commencé à travailler comme chargé de travaux dirigés à l'école supérieure de pédagogie de Kiel de 1969 à 1970, avant de devenir avocat en 1971. La même année, il a obtenu un poste de juge stagiaire, puis a repris son activité d'avocat en y adjoignant celle de notaire. Il a en outre publié plusieurs ouvrages de sciences politiques.

### Rapides débuts politiques
Il rejoint la Junge Union (JU) en 1960 et la CDU deux ans plus tard. En 1967, il prend, pour quatre ans, la présidence de la JU du Schleswig-Holstein, puis devient, en 1969, vice-président du parti au niveau du Land.

### Ascension fulgurante
Élu à l'assemblée de l'arrondissement de Herzogtum Lauenburg en 1970, il entre un an plus tard au Landtag et est alors choisi comme représentant parlementaire du ministre de l'Éducation et délégué gouvernemental pour la Jeunesse et les Sports. En 1973, il est désigné président de la CDU dans l'arrondissement de Herzogtum Lauenburg et président du groupe parlementaire chrétien-démocrate, renonçant en 1974 à son mandat local.
Il entre au gouvernement du Land, présidé par Gerhard Stoltenberg, le 31 décembre 1978, en tant que ministre des Finances. Tout juste six mois plus tard, le 30 juin 1979, il permute avec Rudolf Titzck et devient ministre de l'Intérieur.

### Ministre-président du Schleswig-Holstein
Le 14 octobre 1982, dix jours après la nomination de Stoltenberg au gouvernement fédéral, Uwe Barschel est investi ministre-président de Schleswig-Holstein et gouverne avec la seule CDU, qui dispose de la majorité absolue au Landtag. Aux élections législatives régionales du 13 mars 1983, il maintient la domination du parti sur le Land avec 49 % des voix et 39 députés sur 74.
Le 31 mai 1987, peu avant le début de la campagne électorale pour les élections régionales du 13 septembre suivant, il est victime d'un accident d'avion à Lübeck, dont il est le seul survivant.

### Affaire Barschel et fin de vie
À la veille du scrutin, le 12 septembre 1987, le magazine Der Spiegel révèle que Barschel a engagé un journaliste, Reiner Pfeiffer, pour espionner et faire courir de fausses rumeurs sur Björn Engholm, chef de file du Parti social-démocrate d'Allemagne (SPD) et chef de l'opposition. Lors des élections, le SPD arrive en tête avec 45,2 % des voix, tandis que la CDU recule à 42,6 %. Bien qu'il ait juré, sur son honneur, tout ignorer de cette affaire, Barschel démissionne de ses fonctions le 25 septembre. Convoqué par la commission d'enquête parlementaire mise en place à la suite de ce scandale, il est retrouvé mort, le 11 octobre, dans la baignoire de sa chambre de l'hôtel Beau Rivage, à Genève. La police cantonale conclut à un suicide.

### Vie privée
Uwe Barschel a épousé Freya von Bismarck le 7 juillet 1973. Quatre enfants sont issus de ce mariage.